# Rząd Georga von Hertlinga

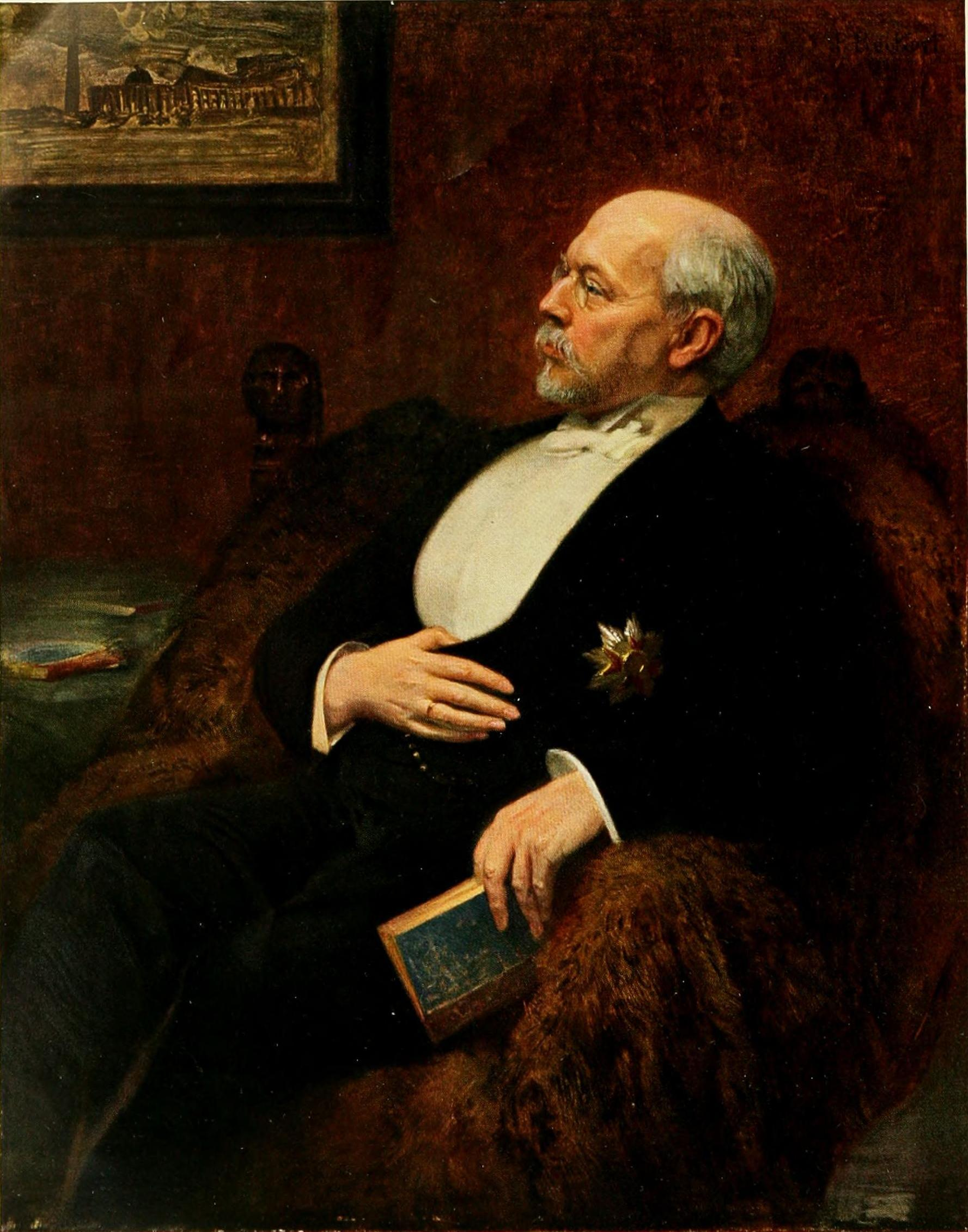
Georg von Hertling

Rząd Georga von Hertlinga – 25 października 1917 – 4 października 1918 
| Funkcja                                                 | Imię i nazwisko                                                                  | Partia          |
| ------------------------------------------------------- | -------------------------------------------------------------------------------- | --------------- |
| Reichskanzler - Kanclerz Rzeszy                         | Georg von Hertling                                                               | Zentrum         |
| Stellvertreter des Reichskanzlers - Wicekanclerz Rzeszy | Karl Helfferich (do 9 listopada 1917) Friedrich von Payer                        | bezpartyjny FVP |
| Sekretarz stanu do spraw zagranicznych                  | Richard von Kühlmann (do 9 lipca 1918) Paul von Hintze                           | bezpartyjny     |
| Sekretarz stanu do spraw wewnętrznych                   | Max Wallraf                                                                      | bezpartyjny     |
| Sekretarz stanu w urzędzie sprawiedliwości              | Paul von Krause                                                                  | bezpartyjny     |
| Sekretarz stanu w urzędzie finansów                     | Siegfried von Roedern                                                            | bezpartyjny     |
| Sekretarz stanu w urzędzie gospodarki                   | Rudolf Schwander (do 20 listopada 1917) Hans Karl von Stein zu Nord- und Ostheim | bezpartyjny     |
| Sekretarz stanu w urzędzie aprowizacji                  | Wilhelm von Waldow                                                               | bezpartyjny     |
| Sekretarz stanu w urzędzie do spraw pracy               | wakat                                                                            |                 |
| Sekretarz stanu w urzędzie marynarki wojennej           | Eduard von Capelle                                                               | bezpartyjny     |
| Sekretarz stanu w urzędzie poczty                       | Otto Rüdlin                                                                      | bezpartyjny     |
| Sekretarz stanu w urzędzie skarbu                       | Siegfried von Roedern                                                            | bezpartyjny     |
| Sekretarz stanu do spraw kolonii                        | Wilhelm Solf                                                                     | bezpartyjny     |